# 2A busz (Szekszárd)
A szekszárdi 2A buszjárat Palánk, vegyesbolt és az Autóbusz-állomás között közlekedett, naponta egy alkalommal 22:05-kor. A járat célja, hogy a város északi ipartelepén, illetve a közelben lévő egészségügyi intézmények dolgozóit az Autóbusz-állomásra juttassa, ahonnan a dolgozók átszállhattak a 22:20-kor induló helyközi járatokra.

## Története
A vonal 2022.08.28-tól nem közlekedik, helyette részben más útvonalon, helyközi járatok közlekednek Palánk, vegyesbolttól Szőlőhegy irányába.

## Útvonala
| Palánk, vegyesbolt - Palánki út - Rákóczi utca - Széchenyi utca - Szent István tér - Autóbusz-állomás:  |
| --- |
| - Palánk, vegyesbolt - Palánki út - Rákóczi utca - Széchenyi utca - Szent István tér - Autóbusz-állomás |

## Megállóhelyei
| sz. | megállóhely neve   | menetidő (perc) | átszállási kapcsolatok    |
| --- | ------------------ | --------------- | ------------------------- |
| 0   | Palánk, vegyesbolt | 0               |                           |
| 1   | Műszergyár         | 4               |                           |
| 2   | Csecsemőotthon     | 5               |                           |
| 3   | Újvárosi temető    | 7               |                           |
| 4   | Újvárosi templom   | 9               |                           |
| 5   | Szluha György u.   | 10              |                           |
| 6   | Posta              | 11              |                           |
| 7   | Szent István tér   | 13              |                           |
| 8   | Autóbusz-állomás   | 15              | 4,6,7 és helyközi járatok |